# محمد جميل غازي
محمد جميل غازي (1936- 1988 م) عالم دين مصري، وداعية خطيب. عضو المجلس الأعلى للشؤون الإسلامية، أسس المركز الإسلامي لدعاة التوحيد والسنة.

## ولادته وتحصيله
ولد الشيخ محمد جميل غازي عام 1936م، بقرية كفر الجرايدة بمحافظة كفر الشيخ بمصر، في أسرة موسرة، وكان أصغر إخوته سنًّا، وله أخ وأربع أخوات.
بدأت رحلته العلمية من كُتَّاب القرية، فأتم حفظ القرآن الكريم كاملًا في طفولته، ثم التحق بمعهد «طنطا الأزهري»، وفي الصف الثاني ظهرت موهبته الشعرية واهتماماته الأدبية، حين ألقى قصيدة شعرية في إحدى المناسبات لاقت استحسانَ الحاضرين. حصل على الشهادة الابتدائية بتفوُّق عام 1954 م من المعهد الأحمدي بطنطا.
ثم أكمل دراسته بنفس المعهد، وتابع نشاطه العلمي والثقافي؛ محاضرًا وشاعـرًا في العديد من الندَوات التي أقيمت في جمعية أنصار السنة المحمدية، وجمعية الشبان المسلمين بطنطا. منذ ذلك الوقت عُرف باسم الطالب الأزهري المثقف، الشاعر والعالم الديني: محمد جميل غازي، في الأوساط الدينية والأدبية والثقافية. وفي هذه المرحلة أخرج باكورة إنتاجه العلمي، فأعدَّ كتابًا أطلق عليه «جولة مع المفكرين»، جمع فيه العديد من الموضوعات لرجال الفكر والثقافة. وأعدَّ بحثًا علميًّا عن «كارليل» وكتابه «البطولة والأبطال» ألقاه في محاضرة بـ «جمعية الشبان المسلمين» نالت إعجاب الحاضرين.
وفي عام 1959م انتقل إلى القاهرة بعد نجاحه في الثانوية، والتحقَ بكلية اللغة العربية، وساعده انتشار الوعي الفكري والثقافي في القاهرة على العطاء والحركة على نحو أفضل، سواءٌ أكان ذلك في الجامعة أو المسجد أو المدرسة أو مراكز الثقافة أو المؤسسات الدينية الأخرى. حصل عام 1963م على الإجازة «ليسانس اللغة العربية»، ثم على شهادة الماجستير في الآداب، ثم الدكتوراه في عام 1972 م بامتياز مع مرتبة الشرف، وكان موضوعها: «تحقيق كتاب ؟؟؟ لأبي هلال العسكري».

## عمله ووظيفته
بعد حصوله على الإجازة «الليسانس»، عمل موظفًا في وزارة الثقافة بمحافظة المنصورة، ثم انتقل للعمل بالقاهرة، فاتسع نشاطه وذاع صيته. وزار العديد من دول العالم؛ داعيًا ومعلِّمًا.
ورأسَ مجلس إدارة المركز الإسلامي لدعاة التوحيد والسنة بعد أن أسسه. وفسَّر القرآن الكريم في خطب الجمعة، حتى وصل إلى سورة القارعة، ثم تابع في دروسه شرح كتاب صحيح البخاري.
وبلغ الشيخ درجة «كبير الباحثين» في المجلس الأعلى للفنون والآداب، واختِيرَ قبل وفاته عضوًا بالمجلس الأعلى للشؤون الإسلامية.
وكانت القضية التي شغلت حياته هي: محاربة البدع والخرافات، وكشف أوهام الصوفية، والدعوة إلى التوحيد الخالص، ونشر العلم الصحيح بين الناس. وكان مسجده (العزيز بالله) قريبًا من منزل الدكتور عبد الحليم محمود شيخ الأزهر، وكان على صلة طيبة به.

## مؤلفاته وآثاره
ألف الشيخ العديد من المؤلفات منها:
1. مفردات القرآن الكريم.
2. أسماء القرآن الكريم.
3. الطلاق شريعة محكمة، لا أهواء متحكمة.
4. الصوفية، الوجه الآخر.
5. محنة الأحمدَين.
6. الصوفية والفقراء لابن تميمة

## وفاته
تُوفي محمد جميل غازي في 10 أكتوبر 1988، عن عمر يناهز 52 عامًا، ودُفن بمقابر المركز بمدينة نصر بالقاهرة.

## وصلات خارجية
- صفحته على موقع طريق الإسلام